# Hòa Bình (thành phố)
Hòa Bình là thành phố tỉnh lỵ cũ của tỉnh Hòa Bình, Việt Nam.

## Địa lý
Thành phố Hòa Bình nằm ở phía bắc của tỉnh Hòa Bình, dọc theo hai bên bờ sông Đà, cách trung tâm thủ đô Hà Nội khoảng 73 km về phía bắc, có vị trí địa lý:
- Phía đông giáp huyện Kim Bôi và huyện Lương Sơn
- Phía tây giáp huyện Đà Bắc và huyện Thanh Sơn, tỉnh Phú Thọ
- Phía nam giáp huyện Cao Phong
- Phía bắc giáp huyện Ba Vì và huyện Thạch Thất thuộc thành phố Hà Nội.[6]

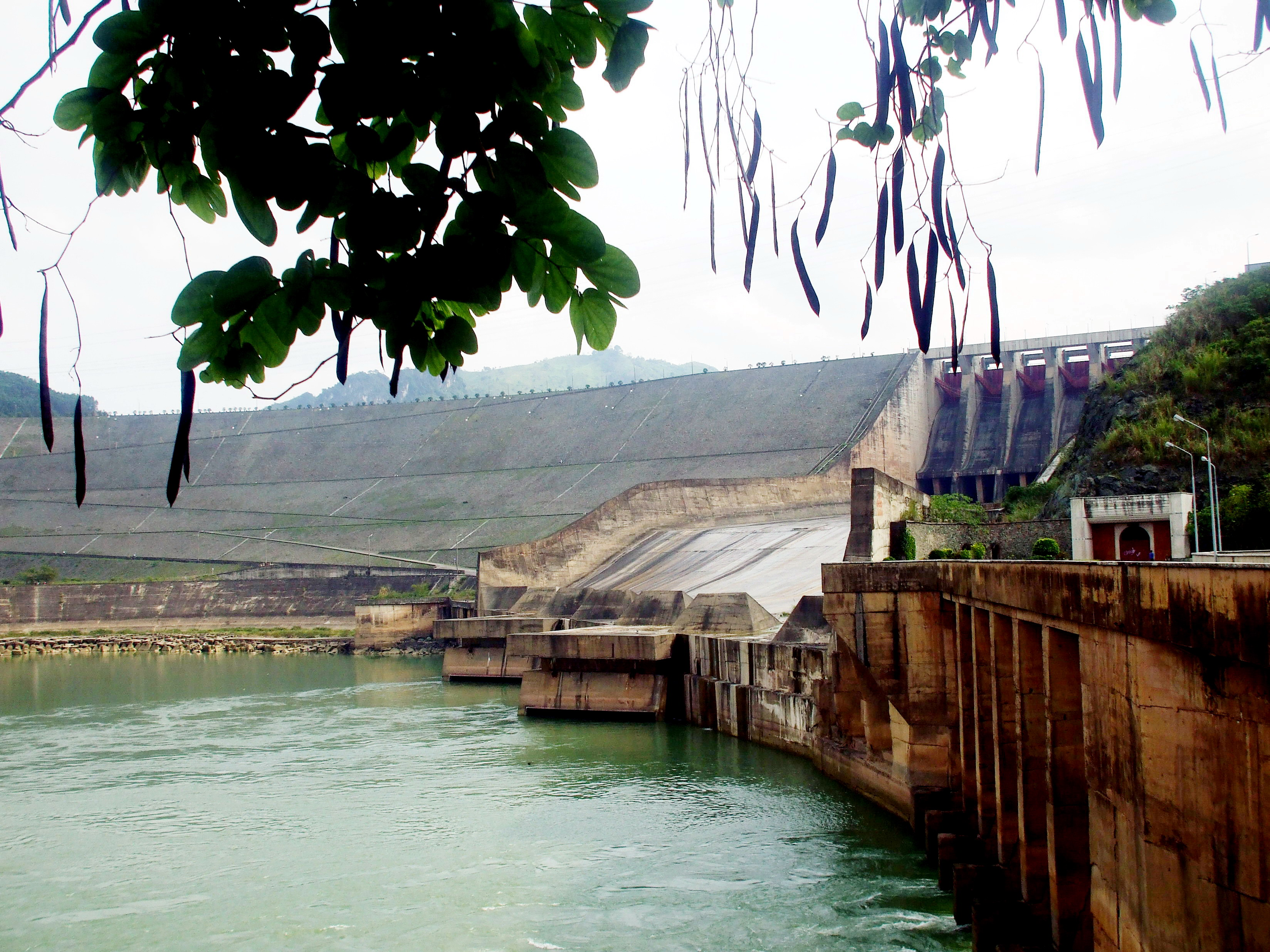
Một cửa xả nước ở đập thủy điện Hòa Bình

Sông Đà chảy xuyên qua thành phố Hòa Bình, chia thành phố thành hai phần. Ngoài ra, Nhà máy thủy điện Hòa Bình cũng nằm trên địa bàn thành phố, thuộc địa phận các phường Phương Lâm và Tân Thịnh.

### Khí hậu
| Dữ liệu khí hậu của Hòa Bình                                 | Dữ liệu khí hậu của Hòa Bình | Dữ liệu khí hậu của Hòa Bình | Dữ liệu khí hậu của Hòa Bình | Dữ liệu khí hậu của Hòa Bình | Dữ liệu khí hậu của Hòa Bình | Dữ liệu khí hậu của Hòa Bình | Dữ liệu khí hậu của Hòa Bình | Dữ liệu khí hậu của Hòa Bình | Dữ liệu khí hậu của Hòa Bình | Dữ liệu khí hậu của Hòa Bình | Dữ liệu khí hậu của Hòa Bình | Dữ liệu khí hậu của Hòa Bình | Dữ liệu khí hậu của Hòa Bình |
| Tháng                                                        | 1                            | 2                            | 3                            | 4                            | 5                            | 6                            | 7                            | 8                            | 9                            | 10                           | 11                           | 12                           | Năm                          |
| ------------------------------------------------------------ | ---------------------------- | ---------------------------- | ---------------------------- | ---------------------------- | ---------------------------- | ---------------------------- | ---------------------------- | ---------------------------- | ---------------------------- | ---------------------------- | ---------------------------- | ---------------------------- | ---------------------------- |
| Cao kỉ lục °C (°F)                                           | 34.1 (93.4)                  | 35.7 (96.3)                  | 38.5 (101.3)                 | 39.7 (103.5)                 | 41.2 (106.2)                 | 40.3 (104.5)                 | 39.3 (102.7)                 | 39.1 (102.4)                 | 36.7 (98.1)                  | 39.0 (102.2)                 | 35.2 (95.4)                  | 33.2 (91.8)                  | 41.2 (106.2)                 |
| Trung bình ngày tối đa °C (°F)                               | 20.5 (68.9)                  | 21.4 (70.5)                  | 24.6 (76.3)                  | 29.1 (84.4)                  | 32.7 (90.9)                  | 33.6 (92.5)                  | 33.6 (92.5)                  | 32.8 (91.0)                  | 31.6 (88.9)                  | 29.0 (84.2)                  | 25.8 (78.4)                  | 22.6 (72.7)                  | 28.1 (82.6)                  |
| Trung bình ngày °C (°F)                                      | 16.5 (61.7)                  | 17.6 (63.7)                  | 20.7 (69.3)                  | 24.5 (76.1)                  | 27.3 (81.1)                  | 28.4 (83.1)                  | 28.5 (83.3)                  | 28.0 (82.4)                  | 26.8 (80.2)                  | 24.3 (75.7)                  | 20.9 (69.6)                  | 17.7 (63.9)                  | 23.4 (74.1)                  |
| Tối thiểu trung bình ngày °C (°F)                            | 13.8 (56.8)                  | 15.2 (59.4)                  | 18.2 (64.8)                  | 21.6 (70.9)                  | 23.8 (74.8)                  | 25.1 (77.2)                  | 25.3 (77.5)                  | 25.1 (77.2)                  | 23.9 (75.0)                  | 21.2 (70.2)                  | 17.8 (64.0)                  | 14.6 (58.3)                  | 20.5 (68.9)                  |
| Thấp kỉ lục °C (°F)                                          | 1.9 (35.4)                   | 5.0 (41.0)                   | 7.2 (45.0)                   | 11.1 (52.0)                  | 16.7 (62.1)                  | 18.6 (65.5)                  | 19.6 (67.3)                  | 21.9 (71.4)                  | 16.1 (61.0)                  | 10.8 (51.4)                  | 5.1 (41.2)                   | 2.0 (35.6)                   | 1.9 (35.4)                   |
| Lượng Giáng thủy trung bình mm (inches)                      | 20 (0.8)                     | 15 (0.6)                     | 38 (1.5)                     | 101 (4.0)                    | 242 (9.5)                    | 277 (10.9)                   | 295 (11.6)                   | 323 (12.7)                   | 297 (11.7)                   | 195 (7.7)                    | 62 (2.4)                     | 17 (0.7)                     | 1.880 (74.0)                 |
| Số ngày giáng thủy trung bình                                | 8.8                          | 9.6                          | 11.5                         | 14.0                         | 18.0                         | 18.3                         | 18.9                         | 18.2                         | 14.2                         | 11.8                         | 7.3                          | 5.0                          | 155.5                        |
| Độ ẩm tương đối trung bình (%)                               | 84.1                         | 84.5                         | 84.9                         | 84.3                         | 82.6                         | 83.0                         | 83.3                         | 85.1                         | 85.2                         | 84.5                         | 83.2                         | 82.5                         | 83.9                         |
| Số giờ nắng trung bình tháng                                 | 85                           | 65                           | 73                           | 113                          | 184                          | 165                          | 187                          | 171                          | 170                          | 160                          | 139                          | 129                          | 1.641                        |
| Nguồn: Vietnam Institute for Building Science and Technology |                              |                              |                              |                              |                              |                              |                              |                              |                              |                              |                              |                              |                              |

## Hành chính
Thành phố Hòa Bình có 19 đơn vị hành chính cấp xã trực thuộc, gồm 12 phường: Dân Chủ, Đồng Tiến, Hữu Nghị, Kỳ Sơn, Phương Lâm, Quỳnh Lâm, Tân Hòa, Tân Thịnh, Thái Bình, Thịnh Lang, Thống Nhất, Trung Minh và 7 xã: Độc Lập, Hòa Bình, Hợp Thành, Mông Hóa, Quang Tiến, Thịnh Minh, Yên Mông.

## Lịch sử
Ngày 22 tháng 6 năm 1886, thực dân Pháp thành lập tỉnh Mường, với lỵ sở đặt tại Chợ Bờ của châu Đà Bắc. Ngày 29 tháng 11 năm 1886, Tổng sứ Trung - Bắc Kỳ ra quyết định chuyển tỉnh lỵ về Phương Lâm (trước đó thuộc huyện Bất Bạt của phủ Quảng Oai, tỉnh Sơn Tây). Nhưng tuy nhiên, ít lâu sau đó, thì tỉnh lỵ lại được chuyển về Chợ Bờ.
Ngày 18 tháng 3 năm 1891, Toàn quyền Đông Dương ban hành nghị định chuyển tỉnh lỵ tỉnh Mường về làng Vĩnh Diệu của xã Hòa Bình (nằm ở tả ngạn sông Đà và đối diện với Phương Lâm).
Đến ngày 5 tháng 9 năm 1896, tỉnh lỵ của tỉnh Hòa Bình chính thức được chuyển về xã Hòa Bình và từ đó, thì tỉnh Mường cũng chính thức được đổi tên thành tỉnh Hòa Bình.
Sau năm 1975, thị xã Hòa Bình thuộc tỉnh Hà Sơn Bình, ban đầu, thị xã có 6 phường trực thuộc, bao gồm 6 phường: Chăm Mát, Đồng Tiến, Hữu Nghị, Phương Lâm, Tân Hòa và Tân Thịnh.
Ngày 3 tháng 8 năm 1978, sáp nhập 2 xã: Hòa Bình và Thịnh Lang của huyện Kỳ Sơn vào thị xã Hòa Bình.
Ngày 11 tháng 11 năm 1983, chuyển xã Thái Bình thuộc huyện Kỳ Sơn về thị xã Hòa Bình quản lý.
Ngày 24 tháng 4 năm 1988, sáp nhập 4 xã: Dân Chủ, Sủ Ngòi, Thống Nhất và Yên Mông với 5.661,14 ha diện tích tự nhiên và 8.529 nhân khẩu của huyện Kỳ Sơn về thị xã Hòa Bình quản lý.
Ngày 26 tháng 12 năm 1990, thành lập xã Thái Thịnh trên cơ sở điều chỉnh một phần diện tích tự nhiên và dân số của 2 xã: Thái Bình và Thịnh Lang.
Ngày 12 tháng 8 năm 1991, tỉnh Hòa Bình được tái lập từ tỉnh Hà Sơn Bình cũ, thị xã Hòa Bình trở lại là tỉnh lỵ tỉnh Hòa Bình.
Ngày 22 tháng 10 năm 2002, Chính phủ ban hành Nghị định số 84/2002/NĐ-CP.Theo đó:
- Thành lập phường Thái Bình trên cơ sở toàn bộ diện tích tự nhiên và dân số của xã Thái Bình, phường Thái Bình có 1.198,89 ha diện tích tự nhiên và 5.242 nhân khẩu.
- Thành lập phường Thịnh Lang trên cơ sở toàn bộ diện tích tự nhiên và dân số của xã Thịnh Lang, phường Thịnh Lang có 288,05 ha diện tích tự nhiên và 4.534 nhân khẩu.

Ngày 4 tháng 11 năm 2005, thị xã Hòa Bình được Bộ Xây dựng công nhận là đô thị loại III theo Quyết định số 2076/2005/QĐ-BXD.
Cuối năm 2005, thị xã Hòa Bình có 8 phường: Chăm Mát, Đồng Tiến, Hữu Nghị, Phương Lâm, Tân Hòa, Tân Thịnh, Thái Bình, Thịnh Lang và 6 xã: Dân Chủ, Hòa Bình, Sủ Ngòi, Thái Thịnh, Thống Nhất, Yên Mông.
Ngày 27 tháng 10 năm 2006, Chính phủ ban hành Nghị định 126/2006/NĐ-CP, thành lập thành phố Hòa Bình trên cơ sở toàn bộ diện tích và dân số của thị xã Hòa Bình.
Ngày 14 tháng 7 năm 2009, chuyển xã Trung Minh thuộc huyện Kỳ Sơn về thành phố Hòa Bình quản lý.
Đến cuối năm 2018, thành phố Hòa Bình có 15 đơn vị hành chính cấp xã trực thuộc, gồm 8 phường: Chăm Mát, Đồng Tiến, Hữu Nghị, Phương Lâm, Tân Hòa, Tân Thịnh, Thái Bình, Thịnh Lang và 7 xã: Dân Chủ, Hòa Bình, Sủ Ngòi, Thái Thịnh, Thống Nhất, Trung Minh, Yên Mông.
Ngày 17 tháng 12 năm 2019, Ủy ban Thường vụ Quốc hội ban hành Nghị quyết số 830/NQ-UBTVQH14 về việc sắp xếp các đơn vị hành chính cấp huyện, cấp xã thuộc tỉnh Hòa Bình (nghị quyết có hiệu lực từ ngày 1 tháng 1 năm 2020). Theo đó:
- Sáp nhập toàn bộ 204,92 km² diện tích tự nhiên và 34.044 người của huyện Kỳ Sơn (gồm thị trấn Kỳ Sơn và 9 xã: Dân Hạ, Dân Hòa, Độc Lập, Hợp Thành, Hợp Thịnh, Mông Hóa, Phú Minh, Phúc Tiến, Yên Quang) vào thành phố Hòa Bình
- Sáp nhập một phần diện tích và dân số của phường Chăm Mát vào xã Dân Chủ để thành lập phường Dân Chủ
- Sáp nhập phần diện tích và dân số còn lại của phường Chăm Mát vào xã Thống Nhất để thành lập phường Thống Nhất
- Sáp nhập một phần diện tích và dân số của xã Dân Hạ vào thị trấn Kỳ Sơn để thành lập phường Kỳ Sơn
- Giải thể xã Thái Thịnh, địa bàn nhập vào phường Thái Bình và xã Hòa Bình
- Sáp nhập phần diện tích và dân số còn lại của xã Dân Hạ vào xã Độc Lập
- Sáp nhập xã Dân Hòa vào xã Mông Hóa
- Hợp nhất hai xã Phúc Tiến và Yên Quang thành xã Quang Tiến
- Hợp nhất hai xã Hợp Thịnh và Phú Minh thành xã Thịnh Minh.

Ngày 12 tháng 1 năm 2021, Ủy ban Thường vụ Quốc hội ban hành Nghị quyết số 1189/NQ-UBTVQH14 (nghị quyết có hiệu lực từ ngày 1 tháng 2 năm 2021). Theo đó, thành lập phường Quỳnh Lâm trên cơ sở toàn bộ diện tích và dân số của xã Sủ Ngòi, thành lập phường Trung Minh trên cơ sở toàn bộ diện tích và dân số của xã Trung Minh.
Thành phố Hòa Bình có 12 phường và 7 xã trực thuộc như hiện nay.
Ngày 7 tháng 1 năm 2025, Thủ tướng Chính phủ ban hành Quyết định số 48/QĐ-TTg về việc công nhận thành phố Hòa Bình là đô thị loại II, trực thuộc tỉnh Hòa Bình.

## Kinh tế

### Hồ Đồng Bài và Nước sạch Sông Đà
Tại vùng đông bắc thành phố, ở sườn phía nam núi Ba Vì có một số hồ thủy lợi nhỏ được xây dựng từ giữa thế kỷ 20. Một trong số đó là hồ Đồng Bãi 20°58′38″B 105°21′54″Đ / 20,977152°B 105,365049°Đ , một số văn liệu viết thành hồ Đồng Bài, là hồ lớn nhất và được cải tạo sức chứa để cấp nước trong dự án "Nước sạch Sông Đà". Nước từ hồ được đưa tới Nhà máy Nước sạch Sông Đà Vinasupco 20°57′54″B 105°23′16″Đ / 20,965034°B 105,387764°Đ ở xã Thịnh Minh, rồi chuyển nước theo "đường ống nước sạch sông Đà" về vùng nội thành Hà Nội.
Hệ thống Nước sạch Sông Đà được trình bày là sạch, dựa vào nước dẫn theo kênh từ sông Đà và bơm lên hồ chứa, và một phần là lấy từ suối đầu nguồn sông Đà, đã góp phần giải khát cho thành phố Hà Nội. Tuy nhiên nếu xem vị trí hồ Đồng Bài trên Google Maps thì bằng mắt thường cũng thấy hồ này thu nước từ suối Cũn với thủy vực cỡ gần 20 km² . Cùng với nước suối là toàn bộ chất thải của cư dân và các cơ sở công nông nghiệp trong thủy vực. Thông thường xả thải hữu cơ diễn ra kéo dài và được pha loãng, thì các quá trình sinh học tự nhiên trong nước hồ xử lý làm giảm bớt các chất thải này, còn trong hệ thống xử lý nước là sục clo, đủ đảm bảo an toàn sử dụng. Những người dùng mẫn cảm clo có thể nhận biết các đợt nhà máy tăng cường sục clo khi nước hồ ô nhiễm hơn bình thường.
Tuy nhiên trước các hành vi xả thải hóa chất phi tự nhiên gây ô nhiễm cao, như vụ xả dầu thải vào suối đầu nguồn ở nhánh suối Trầm diễn ra chiều tối ngày 8/10/2019, thì hệ thống xử lý để lại mùi clo và dầu cao và kéo dài, gây bức xúc trong dư luận .
Những sự cố này cho thấy hệ thống hồ được thiết kế chưa đủ đảm bảo an toàn nước sạch cho người dùng. Mặt khác trong vụ nhiễm dầu thải thì việc khắc phục sự cố và trả lời công luận của công ty cấp nước thì được coi là "rất bị động, chậm trễ".

## Dân số
Thành phố Hòa Bình trước khi mở rộng có diện tích 143,73 km², dân số năm 2018 là 101.674 người, mật độ dân số đạt 7.125 người/km².
Thành phố Hòa Bình có diện tích 348,65 km², dân số năm 2018 là 135.718 người, mật độ dân số đạt 389 người/km².
Thành phố Hòa Bình có diện tích 348,65 km², dân số quy đổi năm 2023 là 181.448 người. Dân số nội thành quy đổi là 144.171 người (dân số thường trú là 107.640 người và dân số quy đổi là 36.531 người). Dân số ngoại thành quy đổi là 37.277 người (dân số thường trú là 36.553 người và dân số quy đổi là 724 người), mật độ dân số đạt 520 người/km².

## Du lịch
Hòa Bình là một trong những cái nôi của nền văn hóa Đông Sơn rực rỡ, thành phố còn hấp dẫn bởi nét văn hóa đặc sắc của dân tộc Mường. Đây là lợi thế rất lớn để khai thác, phát triển kinh tế du lịch.
Một trong những tâm điểm phát triển du lịch của thành phố là Công viên văn hóa khoảng 100 ha. Đây được coi là một làng bảo tàng văn hóa, trong đó có 6 làng văn hóa là dân tộc Mường, Kinh, Thái, Tày, Dao và Mông. Trong đó, người dân sẽ được đào tạo cơ bản về du lịch nhằm bảo tồn những nét văn hóa đặc trưng của các dân tộc.
Địa hình thành phố núi non trùng điệp, rừng quốc gia đan xen rừng nguyên sinh với các rặng núi đá vôi, Sông Đà chảy qua tạo bức tranh sơn thủy hữu tình. Trong đó, Thác Thăng Thiên, Suối Bùi, Hồ Đồng Bến, Hồ Suối Chọi, Hồ Rợn...
- Khu du lịch sinh thái thác Thăng Thiên cách trung tâm Thủ đô Hà Nội 53 km về phía Tây Nam trên trục đường Quốc lộ 6, nằm ở dãy núi Viên Nam với diện tích hơn 350ha trong quần thể hệ sinh thái rừng tự nhiên đa dạng và phong phú. Nơi đây có dòng suối Anh nước trong xanh mát lành, dọc theo con suối có 4 thác nước từ độ cao vài chục mét đến hàng trăm mét đổ xuống ào ào tung bọt trắng xóa. Cảnh đẹp thiên nhiên hoang sơ kỳ vĩ khí hậu trong lành mát mẻ quanh năm hấp dẫn du khách tới tham quan và nghỉ dưỡng.
- Xã Thịnh Minh, nằm bên bờ sông Đà, đối diện với xã Tu Vũ huyện Thanh Thủy - Phú Thọ, có bến đò Tu Vũ nơi diễn ra chiến thắng Tu Vũ của Quân đội Nhân dân Việt Nam trước quân Viễn chinh Pháp trong chiến tranh Đông Dương, sau này có tượng đài chiến thắng Tu Vũ làm kỷ niệm.
- Ngoài ra, thành phố Hòa Bình còn có nhiều núi đá, hang động, hồ nước, rừng thông khá hấp dẫn và nhiều danh thắng đẹp có thể phát triển du lịch như hồ Ngọc, hồ Đồng Bãi, hồ Đồng Bến, động Can (xã Độc Lập)...

Chính quyền cũng đang triển khai việc bảo tồn và phát triển văn hóa dân tộc Mường, xây dựng làng, bản văn hóa gắn với nông thôn mới. Hiện có nhiều xã, phường có đội cồng chiêng với 18 đội được tổ chức thường xuyên tham gia biểu diễn trong các dịp lễ tết, đón khách đặc biệt. Có nhiều gia đình, mọi thành viên đều biết sử dụng các nhạc cụ truyền thống, hát dân ca Mường. Có nhiều xóm, bản nếu được đầu tư về hạ tầng cơ sở và tổ chức dịch vụ du lịch tốt, có thể tổ chức du lịch cộng đồng thu hút khách du lịch trong và ngoài nước tới lưu trú, tham quan tìm hiểu văn hóa dân tộc ít người.

## Giao thông

### Đường bộ
Thành phố Hòa Bình có quốc lộ 6, quốc lộ 70B, đường cao tốc Hà Nội – Hòa Bình – Sơn La – Điện Biên đi qua.
Quốc lộ 6 chạy theo hướng đông bắc - tây nam, từ huyện Lương Sơn sang địa phận thành phố rồi men theo bờ sông Đà xuống phía nam thành phố.
Tỉnh lộ 446 nối quốc lộ 21A và quốc lộ 6 có điểm đầu gần cầu Vai Réo thuộc địa phận xã Phú Cát, huyện Quốc Oai, thành phố Hà Nội và điểm cuối tại ngã ba Bãi Nai thuộc địa phận xã Mông Hóa.
Đường cao tốc Hòa Lạc - Hòa Bình đi qua địa bàn các xã, phường Quang Tiến, Mông Hóa, Kỳ Sơn và kết thúc tại phường Trung Minh.
Các tuyến đường trên địa bàn thành phố:
Bờ phải sông Đà
| - Đường Đà Giang - Đường Hòa Bình - Đường Cù Chính Lan - Đường Chi Lăng - Đường Trần Hưng Đạo - Đường An Dương Vương - Đường Triệu Quang Phục - Đường Nguyễn Chí Thanh - Đường Lê Đại Hành - Phố Lương Ngọc Quyến - Đường Lý Thường Kiệt - Đường Đào Duy Từ - Đường Hồ Xuân Hương - Đường Phan Đình Giót - Đường Bà Triệu - Đường Võ Thị Sáu | - Đường Dân Chủ - Đường Lê Lai - Đường Lý Thái Tông - Đường Tô Vĩnh Diện - Đường Lê Văn Tám - Đường Hoàng Hoa Thám - Đường Lương Thế Vinh - Đường Cao Bá Quát - Đường Trần Nguyên Hãn - Đường Ngô Sỹ Liên - Đường Nguyễn Du - Đường Hai Bà Trưng - Đường Hoàng Diệu - Đường Lê Lợi - Đường Điện Biên Phủ - Đường Nguyễn Huệ - Đường Đặng Dung - Đường Chu Văn An | - Đường Lê Quý Đôn - Đường Ngô Quyền - Đường Trần Phú - Đường Huỳnh Thúc Kháng - Đường Ngô Thì Nhậm - Đường Trần Bình Trọng - Đường Trần Quang Khải - Đường Nguyễn Trung Trực - Đường Mạc Thị Bưởi - Đường Lý Tự Trọng - Đường Tăng Bạt Hổ - Đường Tô Hiến Thành - Đường Phan Châu Trinh - Đường Trang Nghiêm - Đường Lê Hồng Phong - Đường Nguyễn Trãi - Đường Trần Quốc Toản - Đường Phan Huy Chú | - Đường Nguyễn Thái Học - Đường Nguyễn Khuyến - Đường Phan Kế Bính - Đường Phan Đình Phùng - Đường Minh Khai - Phố Kim Đồng - Đường Nguyễn Tri Phương - Đường Nguyễn Bỉnh Khiêm - Đường Tôn Thất Thuyết - Đường Nguyễn Đình Chiểu - Đường Lê Ngọc Hân (P. Đồng Tiến) - Đường Ngọc Hân (P. Dân Chủ) - Đường Nguyễn Tuân - Đường Tây Tiến - Đường Tuyến 10 (P. Quỳnh Lâm) - Đường Tuyến 4 (P. Quỳnh Lâm) - Đường Tuyến 2 (P. Quỳnh Lâm) - Đường Dân cư thủy sản - Phố Madeleine Colani |

Bờ trái sông Đà
| - Đường Trương Hán Siêu - Đường Đinh Tiên Hoàng - Đường Lý Nam Đế - Đường Phan Bội Châu - Đường Lê Thánh Tông - Đường Thịnh Lang - Đường Hoàng Văn Thụ - Đường Mạc Đĩnh Chi | - Đường Trần Nhân Tông - Đường Phạm Hồng Thái - Đường Bùi Thị Xuân - Đường Mai Thúc Loan - Đường Hữu Nghị - Đường Nguyễn Biểu - Đường Hòa Bình - Đường Tiểu Khu 10 - Đường Bà Đà | - Đường Lạc Long Quân - Đường Âu Cơ - Đường Phùng Hưng - Đường Lý Thái Tổ - Phố Tuệ Tĩnh - Phố La Văn Cầu - Đường Đốc Ngữ - Đường Triệu Phúc Lịch - Đường Phạm Ngũ Lão | - Đường Trần Quý Cáp - Đường Đoàn Thị Điểm - Đường 434 - Đường Lý Thái Tổ - Đường Nguyễn Văn Trỗi - Đường 317 - Phố Ông Đùng - Phố Vĩnh Diệu |

Hiện nay, trên địa bàn thành phố Hòa Bình có 3 cây cầu bắc qua sông Đà là cầu Hòa Bình, cầu Hòa Bình 2 và cầu Hòa Bình 3.